# Richard Williams (Offizier)

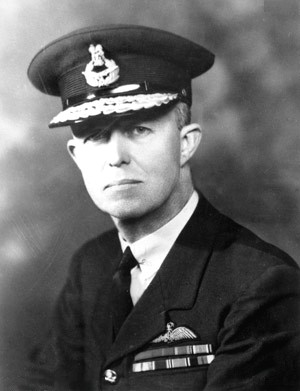
Air Marshal Sir Richard Williams

Sir Richard Williams (geboren am 3. August 1890 in Moonta, Südaustralien; gestorben am 7. Februar 1980 in Melbourne) war der erste Kommandeur der australischen Luftwaffe in den Jahren von 1921 bis 1939. Er wird darum auch als Gründervater der RAAF betrachtet.

## Jugend und Erster Weltkrieg

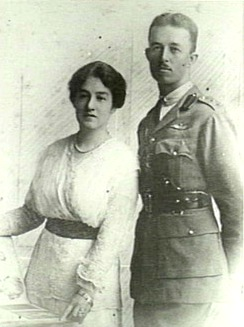
Constance und Richard Williams, 1915

Richard Williams wurde als ältester Sohn von Richard und Emily Williams geboren, das Paar war aus England ausgewandert. Sein Vater war Arbeiter in einer Kupfermine. Nach Verlassen der öffentlichen Schule begann Williams eine Tätigkeit als Telegraphenbursche und dann als Bankangestellter, bis er mit 19 Jahren in das Militär eintrat. 1911 wurde er zum Leutnant 2. Klasse ernannt.
Williams absolvierte am 12. Februar 1914 als erster Australier die militärische Pilotenausbildung, die das zwei Jahre zuvor gegründete Australian Flying Corps insgesamt vier Flugschülern zukommen ließ. Im Juli 1915 absolvierte er fortgeschrittenes Flugtraining. Am 21. August dieses Jahres heiratete er in Melbourne die 13 Jahre ältere Constance Esther Griffiths. Nach seiner Freiwilligenmeldung verließ Captain Williams Australien im März 1916, um in Ägypten am Ersten Weltkrieg teilzunehmen. Unter seiner Führung wurden die australischen Piloten zusammengebracht, die bis dahin gemeinsam mit britischen (bzw. Commonwealth-) Piloten flogen. Im Juni 1918 wurde Oberstleutnant (lieutenant colonel) Williams Kommandeur des 40. RAF-Geschwaders, welches neben seiner australischen vier britische Staffeln umfasste.

## Aufbau der RAAF
Nach Kriegsende wurde Williams zum „Officer of the Order of the British Empire“ ernannt. Auf Wunsch seiner Vorgesetzten in der Australian Imperial Force blieb Williams in London, um Vorbereitungen für eine neu zu gründende australische Luftwaffe zu treffen. Er kehrte 1920 nach Australien zurück und nahm als Vertreter des Heeres an den Gesprächen teil. Major Stanley Goble vertrat als Fliegerexperte die Marine. Williams erhielt großzügige Unterstützung durch das Heer – insbesondere konnte er die 1920 gegründete Heeresabteilung „Australian Air Corps“ (AAC) für seine Zwecke einsetzen – und konnte so seinen Einfluss stark geltend machen. Es gab allerdings auch Unstimmigkeiten mit seinen Vorgesetzten, welche die neue Fliegertruppe wieder dem Heer zuschlagen wollten. Williams legte als höchstrangiger Stabsoffizier Einspruch ein und forderte die Aufstellung einer neuen Teilstreitkraft neben Heer und Marine. Premier Hughes unterstützte diese Eingaben und am 31. März 1921 wurde die Australian Air Force (AAF) gegründet. Nach der Einwilligung von König George V. wurde sie im August 1921 in Royal Australian Air Force, RAAF (etwa: Königliche Australische Luftwaffe) umbenannt.
Williams war ranghöchster RAAF-Offizier und durfte sich ab 1922 offiziell Chief of Air Staff („Stabschef der Luftwaffe“) nennen. Bereits 1921 setzte er die Gründung des ersten Luftwaffenstützpunkts nahe Richmond durch, auf einem Gelände, was bereits seit 1916 als Militärflugschule genutzt wurde. Außerdem warb er Offiziere von anderen Waffengattungen an. Sein Budget blieb allerdings im Vergleich zu Heer und Marine bescheiden. Die Gründe dafür waren vielfältig. Er galt als jung und unerfahren für einen Stabschef und angesichts der als gering eingestuften Kriegsgefahr waren die Finanzmittel des Verteidigungsressorts nur gering. Besonders schwerwiegend war eine Absprache von Heer und Marine, dass Williams und sein Stellvertreter Goble regelmäßig als Stabschef rotieren sollten: die Rivalität zwischen Heer und Marine war auf eine dritte Waffengattung nicht eingespielt und erforderte ständige Balanceakte. Diese Rotation sollte für einen lang anhaltenden persönlichen Konflikt mit seinem Stellvertreter Goble sorgen, der rasch darin gipfelte, dass sich die beiden einander weitläufig aus dem Weg gingen. Goble, welcher zwischen 1921 und 1938 insgesamt nur rund vier Jahre Stabschef war, beklagte sich darüber, dass Williams die RAAF wie seinen persönlichen Besitz führte. Tatsächlich prägte Williams die RAAF in den insgesamt dreizehn Jahren Amtszeit entscheidend, selbst die Farbe der Uniformen wurde durch ihn ausgewählt.

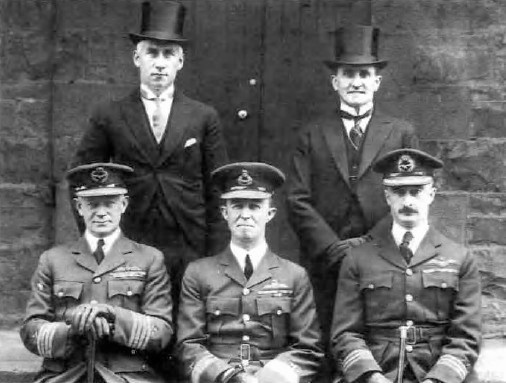
Das Air Board 1930. In der ersten Reihe: Goble links, Williams mittig

Während einer fast zweijährigen Fortbildungsreise Williams in England, Kanada und den USA in den Jahren 1923/24, umflog Goble Australien mit einem Wasserflugzeug. Außerdem genehmigte er den Aufbau einer Wasserflugzeug-Basis der Marine bei Sydney. Aus Sicht Williams bedeutete dies eine Schwächung der Luftwaffe, und nach seiner Rückkehr 1925 konnte er den Plan unter großen Mühen verhindern und entschied sich stattdessen für Richmond als Basis für RAAF-Wasserflugzeuge. Im selben Jahr verfasste er eine Konzeptstudie, nach der die Waffengattungen nicht bloß zur jeweiligen Unterstützung gedacht seien. Ferner sah er bereits Japan als möglichen Kriegsgegner. 1926 forcierte Williams den Ankauf von Fallschirmen und sprang auch selbst. Ende 1926 flog Williams von Melbourne aus zu den Salomonen, um einen strategischen Überblick über den Pazifik als mögliches Kampfgebiet zu erhalten. Für diesen Langstreckenflug erhielt er im folgenden Jahr den Titel eines Commanders of the Order of the British Empire. 1927 umrundete er, wie vor ihm Goble, Australien.
Während der Weltwirtschaftskrise zwischen 1929 und 1932 wehrte Williams die Versuche der Politik ab, die Luftstreitkräfte abzuschaffen, und stärkte dadurch langfristig die Unabhängigkeit der RAAF. Am 1. Januar 1935 erhielt er den Rang eines Air Vice Marshal (Vize-Luftmarschall) und war nun gleichrangig mit den Stabschefs von Heer und Marine. In den Folgejahren unterstützten er und Verteidigungsminister Sir Archdale Parkhill die australische Luftfahrtindustrie mit Aufträgen. Eine Serie von Unfällen in den späten 1930ern brachte Williams schließlich unter öffentlichen Druck. Die Regierung überstellte ihn ab 1939 für zwei Jahre nach England an die RAF, wo er sich abermals fortbilden sollte.

## Zweiter Weltkrieg

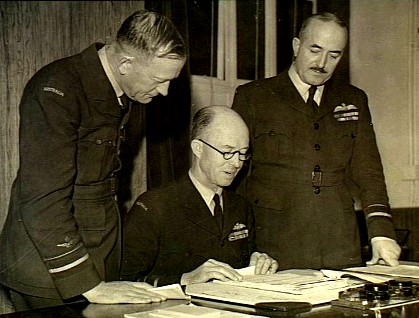
Air Marshal Williams (sitzend) 1941 in London, hinter ihm die Vice Air Marshals Wrigley und McNamara

Als der Zweite Weltkrieg ausbrach, war Williams in Großbritannien Kommandant des RAF Coastal Command, des amphibischen Zweigs der RAF. Goble, Williams Nachfolger als Stabschef der RAAF, trat 1940 zurück, und Williams wurde nach Australien zurückbeordert. Auf Wunsch von Premierminister Robert Menzies wurde jedoch der Brite Charles Burnett Gobles Nachfolger, während Williams zum Air Marshal befördert und mit der Organisation der Luftverteidigung beauftragt wurde. 1941 kehrte er abermals nach England zurück und setzte sich dort für australische Piloten ein, die entgegen dem Commonwealth Air Training Plan niedrigere englische Gehälter erhielten und in gemischten anstatt in nationalen Staffeln flogen.
1942 verließ Burnett die RAAF, und Williams machte sich erneut Hoffnungen auf den Posten des Stabschefs der Luftwaffe. An seiner Stelle berief der neue Premierminister John Curtin jedoch George Jones, und Williams wurde als Verbindungsoffizier nach Washington, D.C. abgestellt.

## Karriere in der Nachkriegszeit

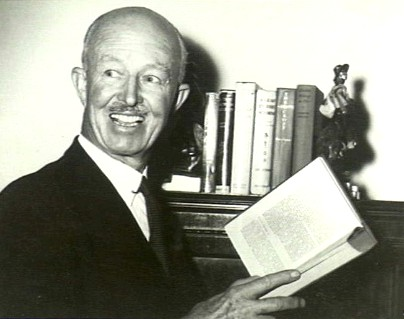
Williams als Generaldirektor der Zivilen Luftfahrt

1946 wurde Williams (ebenso wie viele andere Veteranen des Ersten Weltkriegs) frühzeitig in den Ruhestand versetzt, was ihn tief verletzte. Stattdessen wurde ihm eine zivile Laufbahn angeboten, als Generaldirektor der Zivilen Luftfahrt. Dieses Amt übte Williams von 1946 bis 1955 aus, was mit dem Beginn der Zwei-Fluggesellschaften-Strategie und der staatlichen Fluglinie Trans Australia Airlines zusammenfiel, sowie mit dem Bau der Flughäfen von Adelaide und Sydney. 1955 wurde er Aufsichtsratsmitglied von Tasman Empire Airways Limited, einem Vorläufer von Air New Zealand.
1948 starb Williams erste Frau Constance. Am 7. Februar 1950 heiratete er Lois Victoria Cross. 1954 wurde er zum Ritter geschlagen und erhielt den Titel eines Knight Commander of the Order of the British Empire. 1977 erschienen seine Memoiren unter dem Titel These are Facts.
Sir Richard Williams starb am 7. Februar 1980 im Alter von 90 Jahren in Melbourne ohne Nachkommen. Er wurde mit militärischen Ehren begraben.